# Megabit
Megabit là bội số của đơn vị bit cho thông tin kỹ thuật số. Tiền tố mega (ký hiệu M) được định nghĩa trong Hệ thống đơn vị quốc tế (SI) là một số nhân của 10 6 (1 triệu), và do đó
1 megabit = 106bits = 1000000bits = 1000 kilobit.
Megabit có ký hiệu đơn vị là Mbit.
Megabit có liên quan chặt chẽ với mebibit, một đơn vị bội số xuất phát từ tiền tố nhị phân mebi (ký hiệu Mi) có cùng độ lớn, bằng 220bits = 1048576bits, hoặc lớn hơn khoảng 5% hơn megabit. Bất chấp các định nghĩa về các tiền tố mới này cho số lượng lưu trữ dựa trên nhị phân của các tổ chức tiêu chuẩn quốc tế, chip bán dẫn bộ nhớ vẫn được bán trên thị trường bằng cách sử dụng tên tiền tố số liệu để chỉ định bội số nhị phân.
Sử dụng kích thước byte chung của tám bit và định nghĩa số liệu được chuẩn hóa của megabit và kilobyte, 1   megabit bằng 125   kilobyte (kB) hoặc khoảng 122   kibibytes (KiB).
Megabit được sử dụng rộng rãi khi đề cập đến tốc độ truyền dữ liệu của các mạng máy tính hoặc hệ thống viễn thông. Tốc độ truyền mạng và tốc độ tải xuống thường sử dụng megabit làm số tiền được truyền cho mỗi đơn vị thời gian, ví dụ: kết nối Fast-Ethernet 100   Mbit / s (megabit mỗi giây), hoặc dịch vụ truy cập Internet 10   Mbit/s, trong khi kích thước của các đơn vị dữ liệu (tệp) được truyền qua các mạng này thường được đo bằng megabyte. Để đạt được tốc độ truyền tải một megabyte mỗi giây, cần có kết nối mạng với tốc độ truyền tám megabit / giây.

## Sử dụng
- Trong viễn thông, việc sử dụng định nghĩa SI của đơn vị là tiêu chuẩn.
- Trong ngành công nghiệp bán dẫn, thông thường vẫn chỉ định bộ nhớ truy cập ngẫu nhiên (RAM), bộ nhớ chỉ đọc (ROM) theo cách hiểu nhị phân của các tiền tố số liệu, chẳng hạn như megabit, sao cho một megabit đại diện cho 220bits = 1048576bits.[3][4][5] Ví dụ, một chip DDR3 riêng lẻ được chỉ định ở 512   Mb luôn chứa 2 29 bit = 536870912bits = 512   Mibit của lưu trữ,[6] hoặc 671088648-bit bytes, được gọi khác nhau là 64 mebibytes hoặc 64 (nhị phân) megabyte.
- Trong kỷ nguyên trò chơi console 16 bit, megabit là thước đo thường được sử dụng về kích thước (dung lượng lưu trữ dữ liệu máy tính) của hộp mực trò chơi. Kích thước này đại diện cho một   mebibit (Mibit). Phần lớn các trò chơi SNES và Mega Drive (Genesis) được sản xuất trên hộp mực 8 megabit, mặc dù các kích thước khác như 4, 12, 16, 24, 32 và 48 hộp mực megabit xuất hiện. Việc sử dụng này tiếp tục trên Nintendo 64, với kích thước hộp mực nằm trong khoảng từ 32 đến 512  megabits.